# Stazione di Baciano
La stazione di Baciano è una stazione ferroviaria di Capolona, in provincia di Arezzo. Si trova lungo la ferrovia Arezzo-Stia, gestita da La Ferroviaria Italiana (LFI).